# Бюро находок (мультфильм)
«Бюро находок» — серия из четырёх советских мультипликационных фильмов о приключениях бездомного пса Тишки, который стал опытным детективом в бюро находок.

## Сюжет
Пёс Тишка и попугай Степаныч, под руководством дедушки (заведующим Бюро находок) расследуют различные забавные и криминальные случаи, связанные с потерей вещей (иногда одушевлённых).
- Фильм первый (1982) — поиск дрессированной овчарки, которая в итоге оказывается маленьким игрушечным псом.
- Фильм второй (1982) — найдена корзина с крокодильими яйцами, о которых первоначально думали, будто они отложены некой птицей.
- Фильм третий (1983) — в Бюро находок обнаружена кража очков и ещё «тринадцати предметов первой необходимости». Тишка и Степаныч сначала подозревают кота, мышиного сторожа из магазина. А затем с его помощью находят виновницу — сороку.
- Фильм четвёртый (1984) — сорока-воровка ночью сбегает из клетки заключения, украв медаль Тишки. Теперь она учит примерную школьницу Наташу плохому. Тишка и Степаныч находят и разоблачают преступницу, которая раскаивается и обещает исправиться. Девочка просит друзей не сажать сороку снова в клетку, а отправить её в их школьный живой уголок. Те соглашаются, и девочка называет сороку Натальей.

## Персонажи
- Пёс Тишка — беспородный пёс, которого взяли в Бюро находок. По характеру — весёлый и озорной. Озвучивание: Н. Бочкарев, Александр Белявский (2), Григорий Толчинский (3), Игорь Ясулович (4).
- Степаныч — флегматичный попугай, который становится приёмным отцом крокодильчиков. Ненавидит телефон в Бюро находок, который постоянно звонит — настолько, что готов его сломать. Озвучивание: Георгий Вицин.
- Дедушка — заведующий Бюро находок. Носит очки. Озвучивание: Пётр Вишняков.
- Сорока Наталья — единственный антагонист, воровка. В третьем фильме украла очки, «тринадцать предметов первой необходимости» и медаль Тишки, подписав её «Лучшей сороке района». В четвёртом фильме сорока пытается учить первоклассницу «уму-разуму», на деле же — плохим поступкам. Имя получает только в самом конце. Озвучивание: Зинаида Нарышкина.

### Эпизодические
- Мальчик, потерявший игрушечного пса. Озвучивание: Клара Румянова.
- Крокодилица, потерявшая корзину с яйцами. Озвучивание: Ольга Розовская.
- Птица-секретарь — обитатель зоопарка, к которому обратился Тишка по поводу потерянных яиц. Озвучивание: Вячеслав Невинный.
- Кот — «мышиный сторож» из магазина, которого Тишка и Степаныч заподозрили в краже, но благодаря его помощи смогли найти настоящего похитителя. Озвучивание: Николай Караченцов.
- Девочка Наташа, которую сорока обучала всему плохому. Озвучивание: Светлана Травкина.

## Список серий
| № фильма                       | Год выпуска    | Продолжительность                                           |
| ------------------------------ | -------------- | ----------------------------------------------------------- |
| Первый Второй Третий Четвёртый | 1982 1983 1984 | 9 мин. 16 сек. 7 мин. 31 сек. 8 мин. 43 сек. 8 мин. 27 сек. |

## Создатели
- Авторы сценария — Клавдия Ганелина (1), Сергей Иванов (2, 3, 4)
- Режиссёры — Олег Чуркин (1, 2, 3), Борис Акулиничев (4)
- Художники-постановщики — Борис Акулиничев (1, 2, 3), Наталья Кудрявцева (4)
- Операторы — Владимир Милованов (1, 3), Игорь Шкамарда (2, 4)
- Композитор — Евгений Крылатов
- Текст песни — Михаил Пляцковский
  - Исполнение песни — Клара Румянова
- Звукооператор — Виталий Азаровский
- Художники-мультипликаторы: Владимир Спорыхин, Семён Петецкий, Михаил Першин (1, 2, 3), Константин Романенко (1, 4), Светлана Сичкарь (1, 2, 3), Наталья Базельцева (3), Александр Левчик (3), Игорь Самохин[a] (4), Кирилл Малянтович (4);
- Художники: Татьяна Абалакина (1, 3), Александр Сичкарь (1, 2, 4), Ольга Киселёва (1), О. Ткаленко (1), Александр Брежнев (1), Наталия Дмитриева (1, 4), Татьяна Степанова (1), Наталья Грачёва (1), Инна Карп (2), Наталья Кудрявцева (2, 3), Владимир Чурик (3), Ольга Хорова (3), Валентин Самотейкин (4)
- Роли озвучивали:
  - Пётр Вишняков — дедушка (1, 2, 3)
  - Георгий Вицин — попугай Степаныч
  - Н. Бочкарев — пёс Тишка (1)
  - Александр Белявский — пёс Тишка / мороженщик (2)
  - Григорий Толчинский — пёс Тишка (3)
  - Игорь Ясулович — пёс Тишка (4)
  - Зинаида Нарышкина — сорока (3, 4)
  - Клара Румянова — мальчик (1)
  - Вячеслав Невинный — птица-секретарь (2)
  - Ольга Розовская — крокодилица (2)
  - Николай Караченцов — кот (3)
  - Светлана Травкина — школьница (4)
- Монтажёры: Светлана Симухина (1, 2, 3), Галина Дробинина (4)
- Редакторы: Александр Тимофеевский (1, 2), Валерия Медведовская (3), Алиса Феодориди (4)
- Директор: Лидия Варенцова (1, 2, 3), Зинаида Сараева (4)

### Комментарии
1. ↑  Имя и отчество уточнены по статье Георгия Бородина и некрологу на сайте Охотники.ру[1][2].